# Egon Larsson
Egon Larsson (30 de octubre de 1914 - 7 de febrero de 1989) fue un actor, director, bailarín, coreógrafo, compositor y cantante de opereta de nacionalidad sueca.

## Biografía
Su nombre completo era Egon Malte Larsson, y nació en Estocolmo, Suecia, siendo sus padres Erik Martin Larsson (1885–1948) y Ida Persson (1882–1960). Se formó en la escuela de ballet del Teatro Dramaten entre 1930 y 1931, estudiando después danza con Sven Tropp. Entre 1933 y 1935 actuó para el Teatro Oscar de Estocolmo, al cual regresó en varias ocasiones a lo largo de su carrera como director y coreógrafo. Como intérprete, fue galán en operetas representadas en el Stora Teatern de Gotemburgo, el Hippodromen de Malmö, y el Södra Teatern de Estocolmo.
Tuvo un gran éxito en el Scalateatern de Estocolmo tanto como actor como director, participando en piezas como Min syster och jag, Kung för en natt y Alltsedan Adam och Eva. Egon Larsson también trabajó muchos años en el Teatro Oscar como director, coreógrafo y actor, recibiendo por ello el apodo de "Sr Oscar". Igualmente colaboró bastante tiempo con el Malmö Stadsteater.
Ya con edad avanzada, se instaló en Helsingborg donde, entre otras cosas, fue coreógrafo en diferentes obras con Nils Poppe en el Fredriksdalsteatern. Otros de sus trabajos como coreógrafo fueron las representaciones de "Varvet runt" y "Svea allting flyter" en el Skånska Teatern de Landskrona.
Egon Larsson falleció en Helsingborg, Suecia, en el año 1989, y fue enterrado en el Cementerio Kvibergs kyrkogård de Gotemburgo.
Había estado casado dos veces: con su primera esposa, la cantante Gun Larsson, tuvo dos hijas, las actrices Gunilla y Chatarina Larsson, y con su segunda esposa, la también cantante Eva Larsson, tuvo un hijo, el pianista y compositor Lalle Larsson.

## Filmografía

### Actor
- 1943 : Det spökar – det spökar...
- 1943 : En melodi om våren
- 1944 : Sabotage
- 1944 : Gröna hissen
- 1948 : Livet på Forsbyholm
- 1948 : Flottans kavaljerer
- 1949 : Boman får snurren
- 1950 : Södrans revy
- 1952 : Snurren direkt
- 1954 : Två sköna juveler
- 1954 : Flottans glada gossar
- 1954 : Dans på rosor
- 1955 : Flicka i kasern
- 1955 : Foreign Intrigue (TV)
- 1956 : Sista natten
- 1957 : Nu är det dags
- 1958 : Kostervalsen
- 1974 : Larry Larssons flykt och förvandling eller Båtsmannens barn
- 1978 : Dagar med Knubbe (TV)

### Coreógrafo
- 1948 : Flottans kavaljerer
- 1950 : Södrans revy
- 1953 : Kungen av Dalarna
- 1954 : Flottans glada gossar
- 1954 : Dans på rosor
- 1955 : Hoppsan!
- 1955 : Flottans muntergökar

## Teatro (selección)

### Actor
- 1933 : De tre musketörerna, de Rudolf Schantzer, Ernst Welisch y Ralph Benatzky, dirección de Nils Johannisson, Teatro Oscar[3]
- 1942 : Glada gatan, de Ch. Henry y Einar Molin, dirección de Gideon Wahlberg, Odeonteatern[4]
- 1943 : Marsch till Söder, de Tor Bergström, Gösta Stenberg y Åke Balltorp, dirección de Karl Kinch, Södra Teatern[5]
- 1946 : Ett lysande elände, de Karl Gerhard, dirección de Hasse Ekman, Teatro Oscar[6]
- 1946 : Eskapad, de Lajos Lajtai y Staffan Tjerneld, dirección de William Mollison, Teatro Oscar[7][8]
- 1947 : Trivsel-Sverige, de Karl Gerhard, dirección de Gösta Terserus, Teatro Oscar[9]
- 1948 : Stockholm hela dan, de Kar de Mumma, dirección de Douglas Håge, Södra Teatern[10]
- 1949 : Söder ställer ut, de Kar de Mumma, Nils Perne y Sven Paddock, dirección de Sven Paddock y Egon Larsson, Södra Teatern[11]
- 1950 : Farväl till 40-talet, de Kar de Mumma, dirección de Sven Paddock, Södra Teatern[12]
- 1951 : Blåjackor, de Lajos Lajtai y Lauri Wylie, dirección de Sven Aage Larsen, Teatro Oscar[13]
- 1954 : La princesa gitana, de Emmerich Kálmán, Leo Stein y Béla Jenbach, dirección de Egon Larsson, Teatro Oscar[14]
- 1955 : Lilla helgonet, de Florimond Hervé, Henri Meilhac y Albert Millaud, dirección de Ivo Cramér, Teatro Oscar[15]
- 1956 : Can-Can, de Cole Porter y Abe Burrows, dirección de Ivo Cramér, Teatro Oscar[16]
- 1957 : La princesa del circo, de Emmerich Kálmán, Julius Brammer y Alfred Grünwald, dirección de Egon Larsson, Teatro Oscar[17]
- 1957 : No, No, Nanette, de Vincent Youmans, Otto Harbach, Frank Mandel y Irving Caesar, dirección de Egon Larsson, Teatro Oscar[18]
- 1958 : Madame Pompadour, de Rudolf Schanzer, Ernst Welisch y Leo Fall, dirección de Ivo Cramér, Teatro Oscar[19]
- 1961 : La posada del Caballito Blanco, de Hans Müller y Ralph Benatzky, dirección de Egon Larsson, Teatro Oscar[20]
- 1962 : Tre valser, de Oscar Straus, Paul Knepler y Armin Robinson, dirección de Ivo Cramér, Teatro Oscar[21]
- 1963 : Lås in Era döttrar, de Laurie Johnson, Lionel Bart y Bernard Miles, dirección de Ivo Cramér, Teatro Oscar[22]
- 1964 : Far i luften, de Marc Camoletti, dirección de Egon Larsson, Lisebergsteatern[23]
- 1968 : Galanta intriger, de George Farquhar, Ernst van Altena, Jack Popplewell y Jurriaan Andriessen, dirección de Egon Larsson, Malmö stadsteater
- 1973 : Leva loppan, de Georges Feydeau, dirección de Andris Blekte, Malmö stadsteater
- 1979 : Vi betalar inte, vi betalar inte, de Dario Fo, dirección de Hans Polster, Helsingborgs stadsteater[24]

### Director
- 1949 : Söder ställer ut, de Kar de Mumma, Nils Perne y Sven Paddock, Södra Teatern, dirección  junto a Sven Paddock
- 1953 : Grattis, grattis, Folkan
- 1954 : La princesa gitana, de Emmerich Kálmán, Leo Stein y Béla Jenbach, Teatro Oscar
- 1956 : Scala i gala, Scalateatern[25]
- 1957 : La princesa del circo, de Emmerich Kálmán, Julius Brammer y Alfred Grünwald, Teatro Oscar
- 1957 : No, No, Nanette, de Vincent Youmans, Otto Harbach, Frank Mandel y Irving Caesar, Teatro Oscar
- 1958 : Skratta gärna åt oss, Scalateatern
- 1961 : Alltsedan Adam och Eva, de Poul Sørensen y Erik Fiehn, Scalateatern
- 1961 : La posada del Caballito Blanco, de Hans Müller y Ralph Benatzky, Teatro Oscar
- 1964 : Boeing, Boeing, de Marc Camoletti, Lisebergsteatern
- 1965 : Ta av dej skorna, de Povel Ramel y Beppe Wolgers, gira[26] y Idéonteatern[27]
- 1968 : The Beaux' Stratagem, de George Farquhar, Ernst van Altena, Jack Popplewell y Jurriaan Andriessen, adaptación de Olov Jonason y Gunnar Wersén, Malmö stadsteater[28]

### Coreógrafo
- 1948 : Stockholm hela dan, de Kar de Mumma, dirección de Douglas Håge, Södra Teatern
- 1949 : Söder ställer ut, de Kar de Mumma, Nils Perne y Sven Paddock, dirección de Sven Paddock y Egon Larsson, Södra Teatern
- 1951 : Boys in Blue, de Lajos Lajtai y Lauri Wylie, adaptación de S.S. Wilson y Roland Levin, dirección de Sven Aage Larsen, Teatro Oscar